# Аризона кардиналси
Аризона кардиналси (енгл. Arizona Cardinals) су професионални тим америчког фудбала са седиштем у  Глендејлу у Аризони. Клуб утакмице као домаћин игра на стадиону Јуниверзити оф Финикс. Такмичи се у НФЦ-у у дивизији Запад. Клуб је основан 1898. и до сада је девет пута мењао назив, а под данашњим именом наступа од 1994.
„Кардиналси“ су два пута били прваци НФЛ-а, последњи пут 1947.  Маскота клуба је птица кардинал „Биг Ред“.